# Галерия Сабауда
Галерия Саб̟àуда (на италиански: Galleria Sabauda, букв. Савойска галерия) е художествен музей в град Торино, регион Пиемонт, Северна Италия.
Съхранява някои от най-важните картинни колекции в Италия на творби на италиански творци от епохата на Ренесанса (14 – 16 век), на фламандски и холандски майстори (15 – 17 век) и на други чуждестранни автори (17 – 18 век).

## История
Предпоставки за създаването на художествена галерия съществуват още през 1497 г., когато Савойските владетели правят инвентаризация на древните произведения, придобити от династията. Първият истински каталог е от 1631 г. и е внимателно пазен в специален сандък. Скъпоценните картини са изложени за първи път в галерията, свързваща Кралския дворец с Палацо Мадама, която е повредена няколко пъти от пожари и никога повече не е възстановена.
Галерия Сабауда е открита официално на 2 октомври 1832 г. на рождения ден на краля на Сардиния-Пиемонт Карл Алберт и по негова заръка с името „Кралска галерия“. Основата ѝ полагат 365 картини от колекциите на авойските владетели от Кралския дворец в Торино, Палат Кариняно в Торино и Палат Дурацо-Палавичини в Генуа (закупен от тях през 1824 г.). Към тях се добавят даренията на частни лица като тези на Джулия Фалети ди Бароло и маркиз Карло Танкреди ди Бароло, както и закупуването на нови експонати.
Първоначално Галерията се помещава в Палацо Мадама, но през 1860 г. крал Виктор Емануил II я дарява на държавата с Кралски декрет и тя приема името „Кралска национална пинакотека“. През 1865 г. е преместена на втория етаж на сградата на Академията на науките (бивш Колеж на благородниците) благодарение на усилията на Масимо д'Адзельо, където остава до 2012 г.
През 1930 г. колекцията ѝ се обогатява с предмети на античното изкуство, дарени от пиемонтския индустриалец Рикардо Гуалино.
През 1932 г., по случай своята 100-годишнина, галерията получава настоящето си име.
През 1959 г., след като е затворена за няколко години по време на Втората световна война, галерията отваря врати с нова подредба на експонатите.
В периода 1987-1997 г. галерията е реорганизирана с цел увеличаване на експонатите и акцент върху различните колекции, сред които внимание е отделено на частната колекция на творби на фламандски и холандски майстори на принц Евгений Савойски-Соасон, която идва в Торино от Двореца Белведере във Виена през 18 век. Междувременно много платна биват подложени на реставрация.
През 2012 г. част от колекцията е временно изложена на приземния етаж на Новия ръкав на Кралския дворец, а друга част отива в хранилището на Калаверията на Кралския замък в Монкалиери.
От 4 декември 2014 г. Галерията се намира за постоянно в Новия ръкав на Кралския дворец от края на 19 – нач. на 20 век.
Тя е част е от Кралските музеи на Торино и съхранява над 500 картини от 14 до 20 век. Тя е включена в общ билет, който дава достъп до първия ѝ етаж.

## Колекция
Галерия Сабауда заема четири етажа и има площ от 8000 кв. м. Творбите са подредени в хронологичен ред, от Средновековието до 18 век. На таванското помещение се намира реставрационна лаборатория с конферентна зала, където се намира колекцията „Рикардо Гуалино“. Приземният етаж е запазен за временни изложби. Всички произведения са каталогизирани от италиански и чуждестранни специалисти.
Сред най-интересните от тях са творбите на художници от Пиемонт като Джовани Мартино Спанцоти, Макрино д'Алба, Джероламо Джовеноне, Бернардино Ланино, Ил Монкалво, Танцио да Варало, Гауденцио Ферари и Дефентете Ферари, богат асортимент от произведения на основните имена на италианската живопис като Беато Анджелико, Дучо ди Бонинсеня, Пиеро дел Полайоло, Андреа Мантеня, Бронзино, Филипино Липи, Даниеле да Волтера, Паоло Веронезе, Тинторето, Гуерчино, Орацио Джентилески, Джамбатиста Тиеполо, Гуидо Рени, Бернардо Белото, Сандро Ботичели, както и една от най-добрите италиански колекции на картини на творци от Фламандската школа, сред които Антонис Ван Дайк, Петер Паул Рубенс, Рембранд, Ян Брьогел Младия, Ян Брьогел Стария, Ханс Мемлинг, Рогир ван дер Вейден и Ян ван Ейк.

## Галерия

### Италиански художници
- Дучо ди Буонинсеня
„Мадона“, ок. 1280 – 83 г., 157 x 86 cm
- Гуидо ди Пиетро, нар. Фра Анджелико
„Мадоната с Mладенеца“, 1430 – 50 г., 105 x 71,5 cm
- Барнабо да Модена 
„Мадоната с Mладенеца“, 1370 г., 131 x 82 cm
- Филипино Липи
„Три архангела и Товит“, 1480 – 82 г., 100 x 127 cm
- Пиеро Бенчи, нар. още Полайоло
„Товит и Ангел“, ок. 1465 – 70 г., 187 x 118 cm
- Андреа Мантеня
Мадоната с Mладенеца и шест светци, 1485 г., 61,5 x 87,5 cm
- Паоло Веронезе
„Пир в дома на Симон Фарисея“, 1560 г., 314 x 451 cm
- Орацио Джентилески
„Благовещение“, 1623 г., 289 x 198 cm
- Якопо Белини
„Рождение Богородично“, 15 век
- Сандро Ботичели
„Венера“, посл. четвърт на 15 век, 174 x 77 cm
- Якопо Робусти, нар. Тинторето
„Света Троица“, 1561 – 1562 г., 123 x 184 cm

### Италиански художници от Пиемонт
- Дефенденте Ферари
„Триптих на Света Барбара“, ок. 1520 г., 347 x 262 cm
- Джовани Мартино Спанцоти
„Мадоната на трон с Младенеца, св. Убалдо и св. Себастиан“ (детайл), след 1480 г., 156 x 151 cm
- Джовани Антонио Баци, нар. Содома
„Светото семейство“, 1513 г., ? x ? cm
- Джероламо Джовеноне
„Задолтарна картина Буронцо“, 1514 г., 213 x 152 cm
- Танцио да Варало
„Яков и Рахил“, ок. 1625 г., 91 x 140 cm

### Фламандска школа
- Рогир ван дер Вейден
Триптих „Благовещение“ (крила), ок. 1434 г.,35,5 x 89 cm
- Ян ван Ейк
„Стигмите на св. Франциск“, 1432 г., 29,3x33,4 cm
- Ханс Мемлинг
„Страстите Христови“, ок. 1471 г., 57 x 92 cm
- Антонис ван Дайк
„Портрет на кон на принц Томас Савоя-Каринян“, 1634 г., 315 x 236 cm
- Рембранд
„Старец спящ до огъня“, 1629 г., 52 x 41 cm
- Ян Брьогел Стария
„Гордостта на човешкия живот“, 1631 г., 64 x 106 cm

### Портрети на Савойската династия
- Якоб фон Шупен, „Принц Евгений Савойски побеждава турците“, 1751 г., 146 × 119 cm
- Жан Нокре, „Портрет на херцогиня Хенриета-Анна Стюарт“, 17 век.

## Полезна информация
Безплатен достъп:
- Лица под 18 г.
- Лица с увреждания и придружаващото ги лице
- Учители, придружаващи училищни групи
- Туристически водачи на групи
- Служители на Министерството на културата
- Притежатели на Abbonamento Musei Piemonte Valle d'Aosta, на Torino + Piemonte Card или на карта ICOM

До Галерията се стига:
- пеша: от ЖП гари Порта Нуова – 1,5 км, Порта Суза – 1,8 км;
- с градски транспорт: от ЖП гари Порта Нуова автобус n. 11 и трамвай n. 4, от Порта Суза – автобуси n. 19, 51 и 57;
- с туристически автобус Torino City Sightseeing.